# Washingtonia filifera
Washingtonia filifera là loài thực vật có hoa thuộc họ Arecaceae. Loài này được (Linden ex André) H.Wendl. ex de Bary miêu tả khoa học đầu tiên năm 1879.

## Hình ảnh

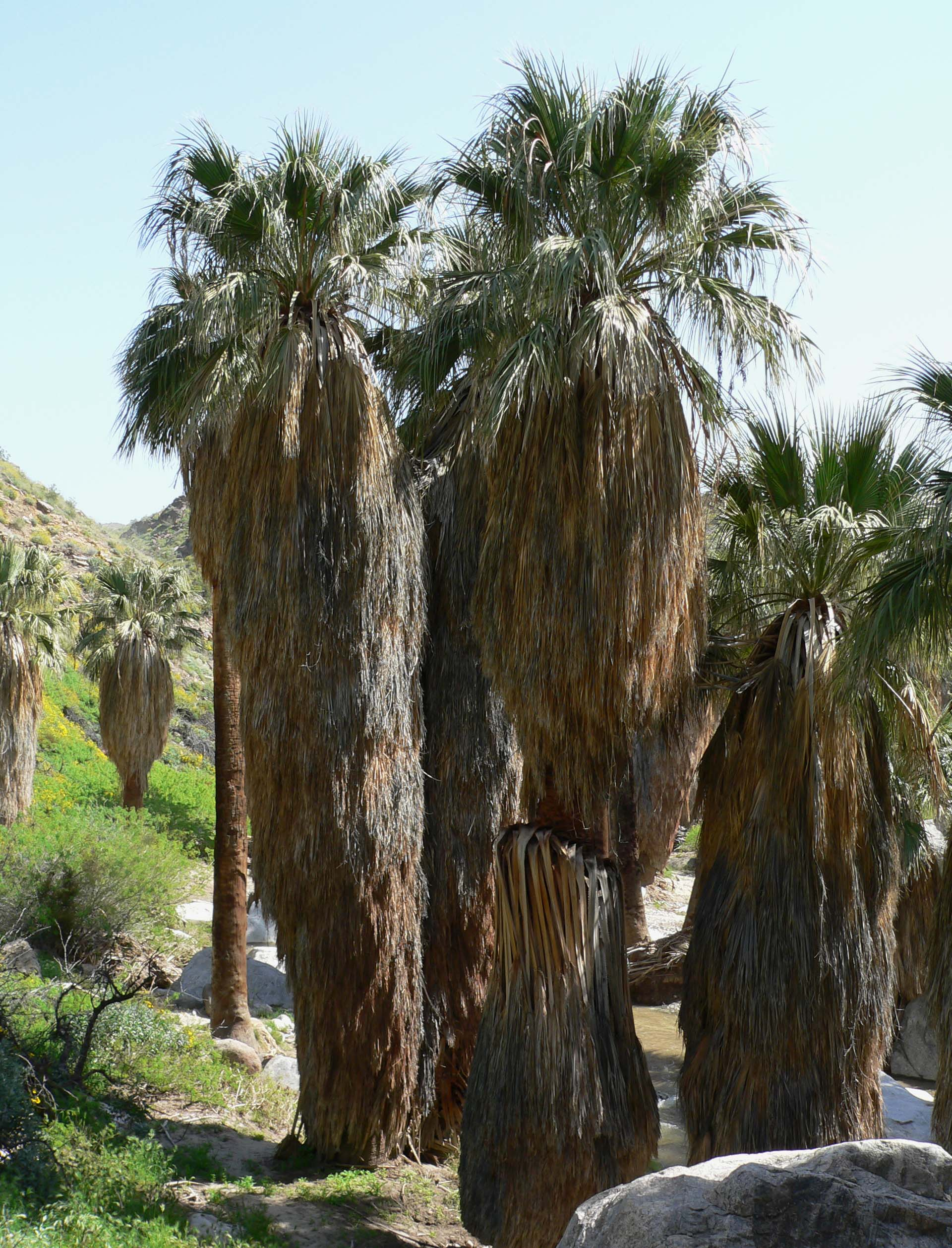
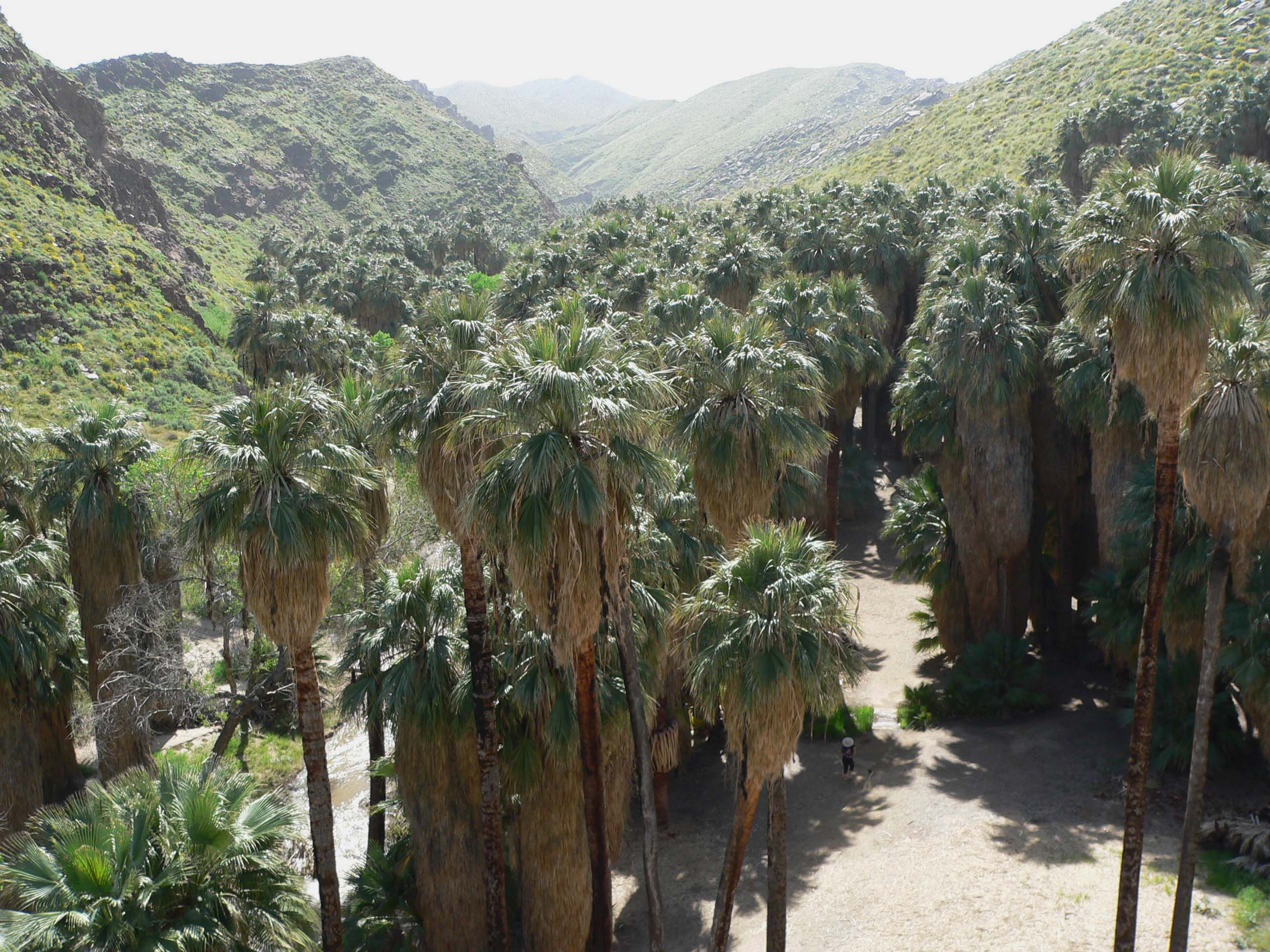
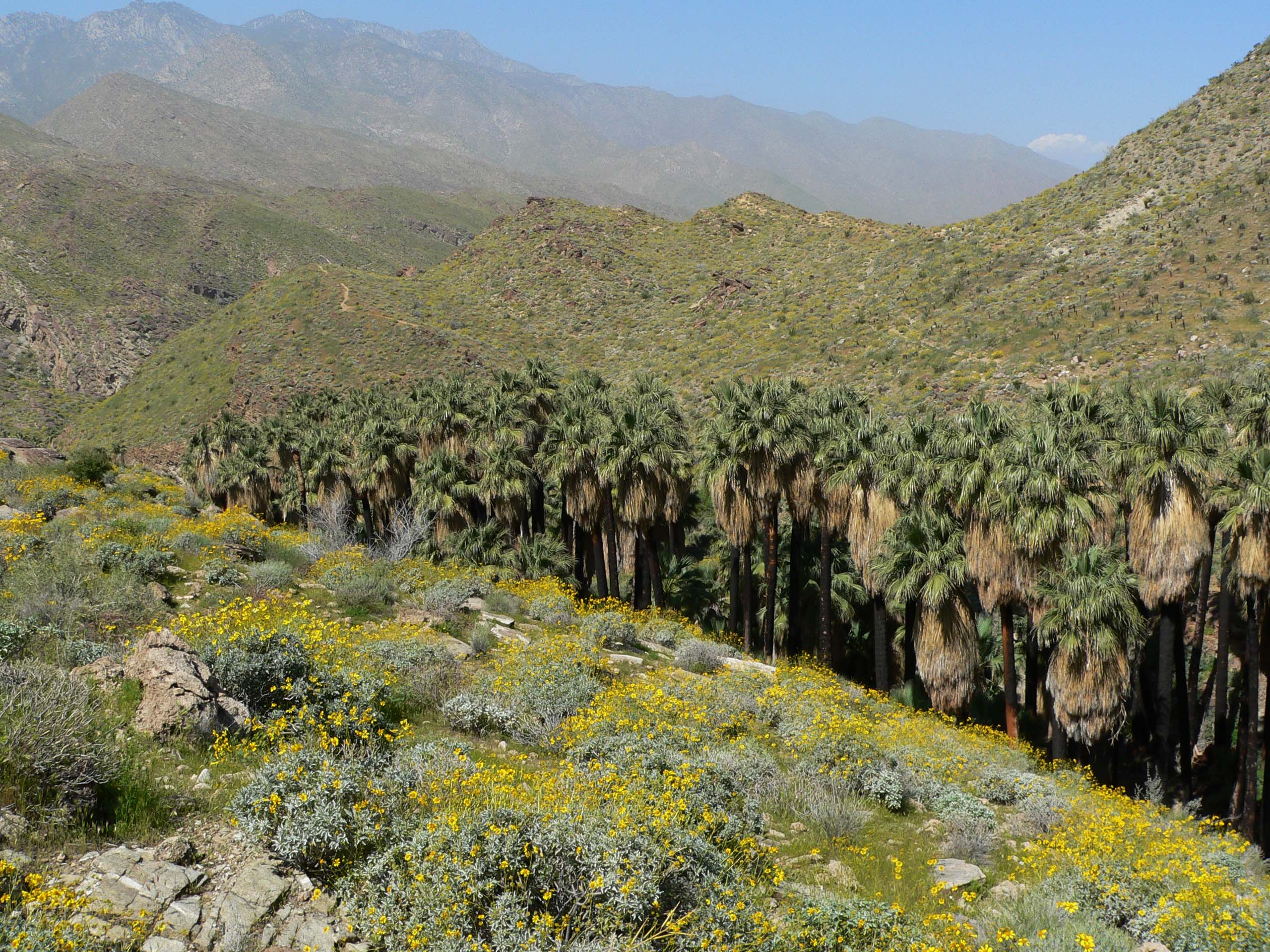